# دار سالم (تبن)

تعديل مصدري - تعديل

دار سالم هي إحدى قرى عزلة الحوطة بمديرية تبن التابعة لمحافظة لحج، بلغ تعداد سكانها 63 نسمة حسب تعداد اليمن لعام 2004.